# 城陽ジャンクション・インターチェンジ
城陽ジャンクション・インターチェンジ（じょうようジャンクション・インターチェンジ）は、京都府城陽市寺田にある新名神高速道路（近畿自動車道名古屋神戸線）と京奈和自動車道（一般国道24号京奈道路）が接続するジャンクションおよびインターチェンジである。

## 概要

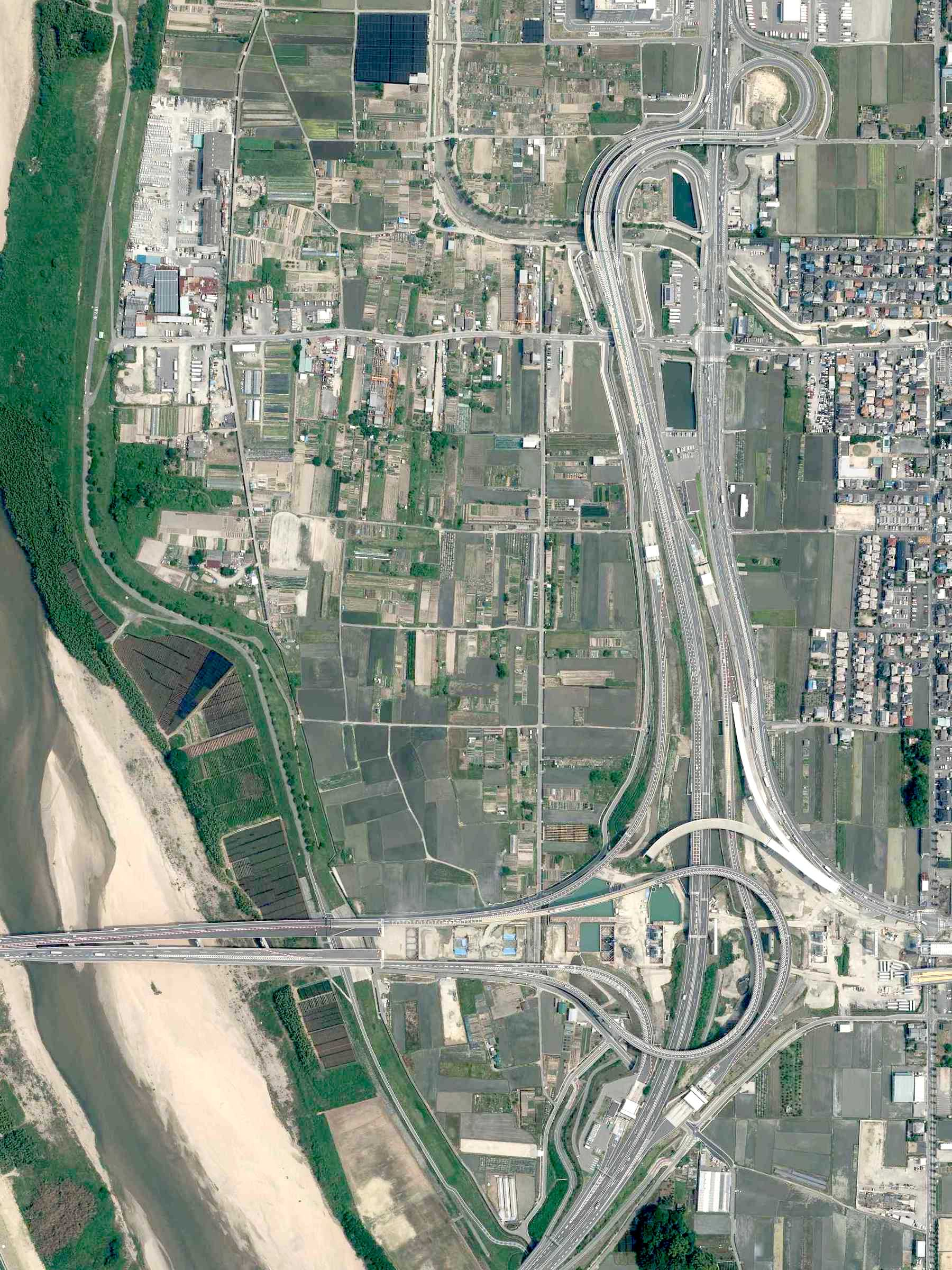
航空写真（2021年）

1988年（昭和63年）10月に京奈和自動車道のインターチェンジとして開通、2017年（平成29年）に新名神高速道路が接続し、ジャンクション・インターチェンジ一体型施設となった。ただし、2017年4月の時点では新名神高速道路・名古屋方面は未開通であるため、実際のジャンクション機能は名古屋方面開通後となる。
京奈和自動車道では京都側に最も近いインターチェンジである。料金所は無く、通行料金はこの先の田辺北IC、田辺西IC、精華下狛IC/TBにて支払う。京奈和自動車道は当JCT以北について、京滋バイパスまでの計画があるが調査中となっている。
当初の一般道（国道24号）との出入口には信号機が設置されていたが、新名神高速道路の整備にともない、2017年2月11日には従来の出入口が廃止され、信号機を要さない出入口が北方に新設された。新名神高速道路としての城陽ICは同年4月30日供用開始で、それぞれ独立した料金所やランプが設置される。インターチェンジ構造はF型に改修される。

## 歴史
- 1988年（昭和63年）10月5日：京奈和自動車道（京奈道路）・城陽IC - 田辺西IC間開通に伴い、供用開始[3]。
- 2003年（平成15年）12月22日：政府・与党申し合わせにより、新名神高速道路・大津JCT - 城陽IC/JCT間および八幡京田辺JCT/IC - 高槻JCT/IC間が抜本的見直し区間に設定、当区間が建設凍結となる。
- 2012年（平成24年）
  - 4月1日：抜本的見直し区間に設定され、建設が凍結されていた区間の見直しが当時の国土交通相により表明される[4]。
  - 4月6日：抜本的見直し区間に設定されていた区間の建設凍結が解除される[5]。
  - 4月20日：新名神高速道路・大津JCT - 城陽IC/JCT間および八幡京田辺IC/JCT - 高槻第一JCT間の事業許可が下りる[6]。
- 2017年（平成29年）4月30日：新名神高速道路・城陽IC/JCT - 八幡京田辺IC/JCT間開通[1]。
- 2024年 (令和6年) 12月24日：新名神高速道路・大津JCT - 城陽IC/JCT間の開通が2028年度以降に延期されることを発表[注釈 1][7][8]。

## 周辺
- 京都郵便局
- 京都府立西城陽高等学校

## 接続する道路
- E1A 新名神高速道路
- E24 京奈和自動車道（一般国道24号京奈道路）
- 国道24号（大久保バイパス）

## 料金所
- ブース数：5

### 入口
- ブース数：2
  - ETC専用：1
  - ETC/一般：1

### 出口
- ブース数：3
  - ETC専用：2
  - ETC/一般：1

## 隣
E1A 新名神高速道路
宇治田原IC（事業中） - 城陽SIC（事業中） - (9) 城陽JCT/IC - (10) 八幡京田辺JCT/IC
E24 京奈和自動車道（一般国道24号京奈道路）
(1) 城陽JCT/IC - (2) 田辺北IC